# Google字體

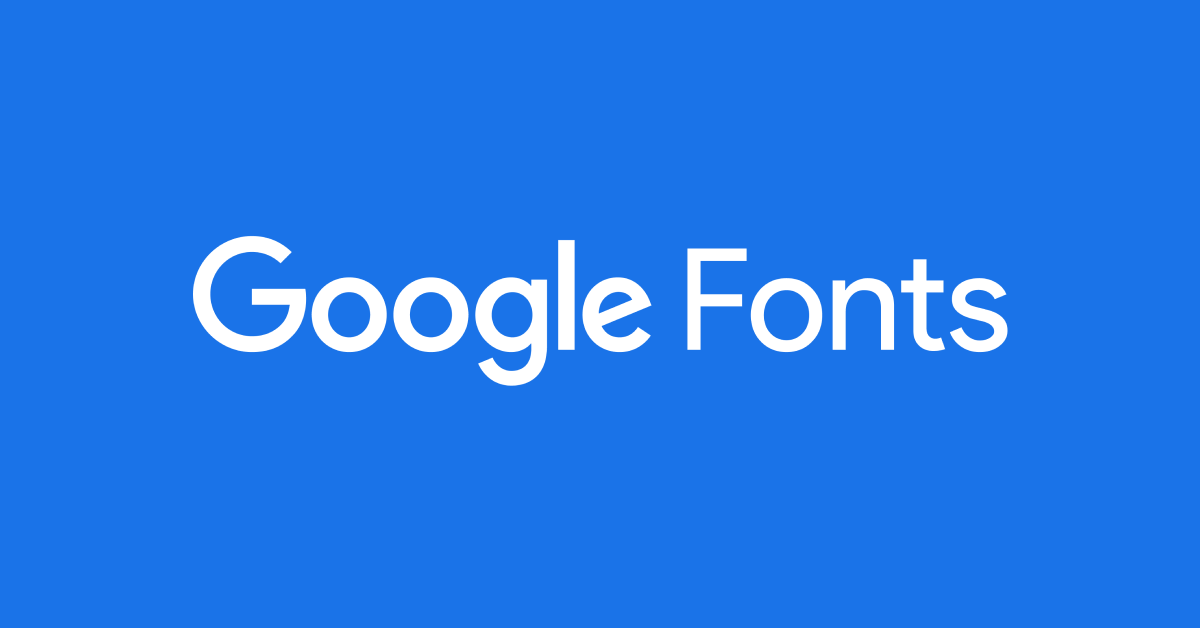
Google Fonts service

Google字體（Google Fonts）是Google所有的一個字體網站。這個網站創立於2010年，並且在2011年、2016年和2020年進行了改進。截至2022年6月，Google字體收錄了1,424種字體，其中包括242種變體。

## 外部連結
- 官方网站